# 蘇丹阿茲蘭沙
蘇丹阿茲蘭沙（Sultan Azlan Muhibbuddin Shah ibni Almarhum Sultan Yussuff Izzuddin Shah，1928年4月19日—2014年5月28日），第三十四任霹靂州蘇丹，1989年至1994年出任第九任馬來西亞最高元首。
2009年，苏丹阿兹兰沙行使自由裁量权，解职失去多数支持的州务大臣尼查贾玛鲁丁，引发宪政危机。最终，司法体系裁决苏丹阿兹兰沙的行为合法。

## 子女
阿茲蘭沙與妻子端姑拜润（Tuanku Bainun）有二子三女。
- 納茲林沙（1956年出生）
- 阿袓琳（1957年出生）
- 阿希曼沙（1958年－2012年）
- 依琳娜（1960年出生）
- 雍索菲亞（1961年出生）